# Noomi Rapace

Hilda Noomi Rapace, (Hudiksvall, 28. prosinca 1979.) poznata je švedska glumica.

## Životopis
Rapace odrasta u Södertäljeu i na Islandu sa svojom majkom Nimom Norén i islandskim očuhom Hrafnkellom Karlssonom. Govori pored švedskog i islandski kao materinski jezik. Obitelj seli kasnije u Blentarp u Skåneu. 
Njen otac Rogelio de Badajoz Duran (1953. – 2006.), bio je španjolsko-romski cantaor (flamenco pjevač) iz Badajoza, koji je živio u Švedskoj do svoje smrti. Rapace je sama izjavila da je oca upoznala tek kad je napunila petnaest i da ga je samo povremeno susretala.
Kada je bila sedam godina stara statirala je u islandskom filmu Í skugga hrafnsins (1988.), i tada odlučuje postati glumica. Gimnazijske dane provodila je na Södra Latin kazališnom odsjeku a kasnije je stutirana na Skara Skolscen 1998. – 1999. Poslije studija radila je u kazalištima Plaza 2000. – 2001., Galeasen 2002., Stockholmskom gradskom kazalištu 2003. i Dramatenu. Prvi put je viđena na televiziji u seriji Tre Kronor. Rapace je vlasnica Mimi Mec AB, poduzeća za produkciju filmova.
2009. godine je film Muškarci koji mrze žene premijerno prikazan s Noomi Rapace u glavnoj ulozi kao Lisbeth Salander a istu ulogu je igrala i u nastavcima: Djevojka koja se igrala vatrom i Kule u zraku. 
Dobila je 2010. najprestižniju švedsku filmsku nagradu Guldbagge u kategoriji za najbolju žensku ulogu u filmu Muškarci koji mrze žene. Iste godine bila je nagrađena i Kulturnom nagradom prestižnog švedskog dnevnog lista Dagens Nyheter.
Noomi Rapace ima zajedno s glumcem Olom Rapace sina. Par je razveden.
Los Angeles Times napravio je interview 27. listopada 2010. s Noomi Rapace u kojem je ona izjavila da je toliko poznata u Stockholmu da se ne može kretati slobodno i da je uvijek mora netko čeka s automobilom.

## Filmografija

### Film
| Godina | Film                               | Uloga            | Bilješke |
| ------ | ---------------------------------- | ---------------- | --- |
| 1988   | Í skugga hrafnsins                 | statist          | |
| 1997.  | Sanning eller konsekvens           | Nadja            | |
| 2003.  | En utflykt till månens baksida     | Andrea           | |
| 2003.  | Capricciosa                        | Elvira           | |
| 2005.  | Toleransens gränser                | Mom              | |
| 2005.  | Blodsbröder                        | Veronica         | |
| 2006.  | Enhälligt beslut                   | Amira            | |
| 2006.  | Du & jag.                          | Maja             | |
| 2006.  | Sökarna - Återkomsten              |                  | |
| 2007.  | Daisy Diamond                      | Anna             | Bodil Award za najbolju glumicu Robert Award za najbolju glumicu |
| 2009.  | Muškarci koji mrze žene            | Lisbeth Salander | Originalan naziv: Män som hatar kvinnor Guldbagge Awards za najbolju glumicu Monte Carlo TV Festival — Nymphe d’Or za najbolju glumicu u TV seriji Nominacija — BAFTA Award za najbolju glumicu Nominacija — Broadcast Film Critics Association Award za najbolju glumicu Nominacija — European Film Award za najbolju glumicu Nominacija — Houston Film Critics Society Awards 2010. za najbolju glumicu Nominacija — Las Vegas Film Critics Society Award za najbolju glumicu Nominacija — London Film Critics Circle Awards 2010. za glumicu godine Nominacija — St. Louis Gateway Film Critics Association Award za najbolju glumicu |
| 2009.  | Djevojka koja se igrala vatrom     | Lisbeth Salander | Originalan naziv: Flickan som lekte med elden |
| 2009.  | Kule u zraku                       | Lisbeth Salander | Originalan naziv: Luftslottet som sprängdes |
| 2010.  | Iza                                | Leena            | Originalan naziv: Svinalängorna |
| 2010.  | Clean Out                          | Stanova sestra   | U post produkciji |
| 2011.  | Babycall                           | Anna             | U post produkciji |
| 2011.  | Sherlock Holmes: A Game of Shadows | Sim              | U produkciji |
| 2012.  | Prometheus                         | Elizabeth Shaw   | U produkciji |

### Televizija
| Godina        | Naziv                     | Uloga            | Bilješke       |
| ------------- | ------------------------- | ---------------- | -------------- |
| 1996. – 1997. | Tre kronor                | Lucinda Gonzales | TV serija      |
| 2001.         | Röd jul                   | Kvinna på krog   | TV film        |
| 2001.         | Pusselbitar               | Marika Nilsson   | TV mini serija |
| 2002.         | Stora teatern             | Fatima           | TV mini serija |
| 2003.         | Tusenbröder               | Hemvårdare       | TV- erija      |
| 2004.         | Älskar, älskar och älskar | Nelly            | TV film        |
| 2005.         | Lovisa och Carl Michael   | Anna Rella       | TV film        |
| 2007. – 2008. | Labyrint                  | Nicky            | TV serija      |

## Nagrade
| Godina | Nagrada                                    | Kategorija                        | Djelo                             | Rezultat   |
| ------ | ------------------------------------------ | --------------------------------- | --------------------------------- | ---------- |
| 2008.  | Bodil Awards                               | Najbolja glumica                  | Daisy Diamond                     | osvojena   |
| 2008.  | Robert Award                               | Najbolja glumica                  | Daisy Diamond                     | osvojena   |
| 2009.  | European Film Awards                       | Najbolja glumica                  | Muškarci koji mrze žene           | nominacija |
| 2010.  | Monte Carlo TV Festival - Nymphe d’Or      | Najbolja glumica u mini TV seriji | Millennium trilogija (TV verzija) | osvojena   |
| 2010.  | Monte Carlo TV Festival - Nymphe d’Or      | Najbolja glumica                  | Muškarci koji mrze žene           | osvojena   |
| 2010.  | Broadcast Film Critics Association Award   | Najbolja glumica                  | Muškarci koji mrze žene           | nominacija |
| 2010.  | Guldbagge Awards                           | Najbolja glumica                  | Muškarci koji mrze žene           | osvojena   |
| 2010.  | Houston Film Critics Society               | Najbolja glumica                  | Muškarci koji mrze žene           | nominacija |
| 2010.  | Las Vegas Film Critics Society Award       | Najbolja glavna glumica           | Muškarci koji mrze žene           | nominacija |
| 2010.  | New York Film Critics Online Awards 2010.  | Najbolji novi glumac              | Muškarci koji mrze žene           | osvojena   |
| 2010.  | Satellite Awards                           | Najbolja glumica                  | Muškarci koji mrze žene           | osvojena   |
| 2010.  | St. Louis Gateway Film Critics Association | Najbolja glumica                  | Muškarci koji mrze žene           | nominacija |
| 2010.  | São Paulo International Film Festival      | Najbolja glumica                  | Svinalängorna                     | osvojena   |

## Vanjske poveznice
- Noomi Rapace Blog  Arhivirana inačica izvorne stranice od 7. prosinca 2013. (Wayback Machine)
- Noomi Rapace u internetskoj bazi filmova IMDb-u (engl.)